# Morton C. Mumma
El contralmirante Morton Claire Mumma, Jr. (24 de agosto de 1904-14 de agosto de 1968) fue un oficial de la marina de guerra de Estados Unidos. Se le concedió la Cruz de la Armada el 13 de diciembre de 1941 durante la Segunda Guerra Mundial, mientras que era comandante del USS Sailfish (SS-192). Sirvió más adelante como ayudante naval al Secretario James Forrestal durante 1944-45, y se retiró en 1946. Mumma era presidente de la Asociación Nacional del Rifle de 1955 a 1957, y en el tiempo de su muerte figuraba en el consejo ejecutivo de la asociación.